# Polovragi
Polovragi è un comune della Romania di 2948 abitanti, ubicato nel distretto di Gorj, nella regione storica dell'Oltenia.
Il comune è formato dall'unione di due villaggi: Polovragi e Racovița.

## Storia
La zona è stata abitata fin dai tempi antichi: ricerche archeologiche hanno infatti consentito di scoprire un insediamento di epoca Dacia disposto si due livelli risalente al II- I secolo a.C.
Lo sviluppo della città e di tutta la zona sub-carpatica ebbe inizio nel XIV secolo, con il consolidarsi dello stato feudale detto Ţara Românească, grazie anche alla presenza di importanti risorse naturali, sia dal punto di vista agricolo che minerario.

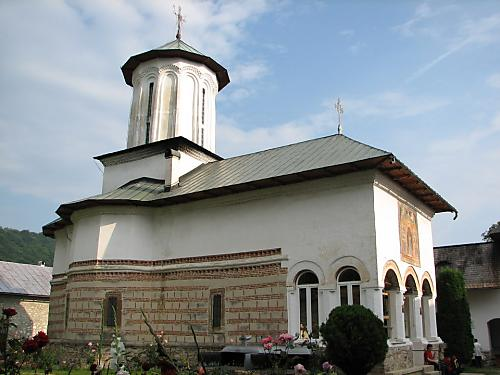
Il Monastero di Polovragi

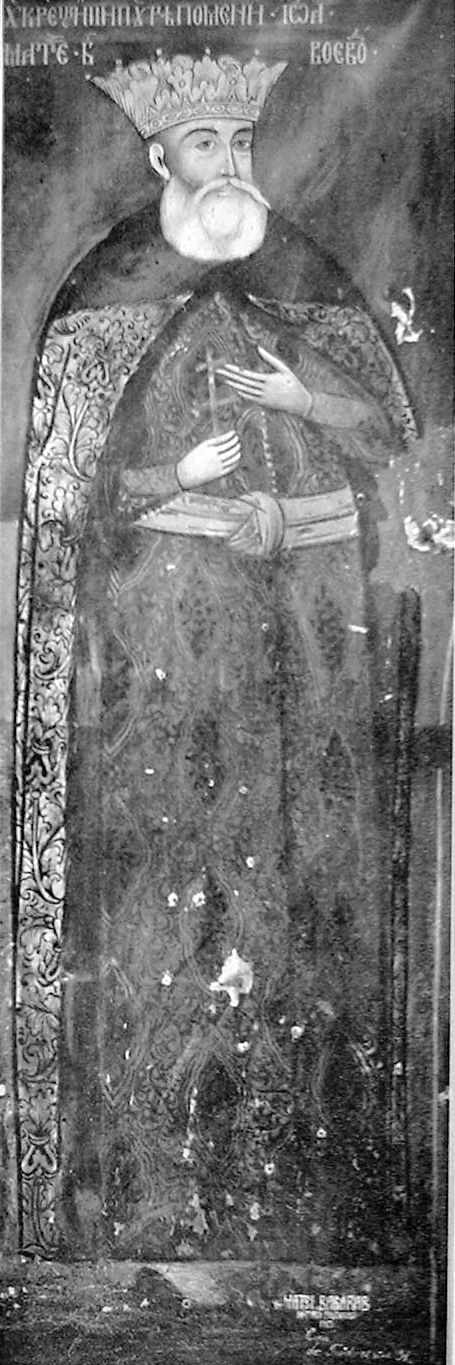
Monastero di Polovragi: affresco ritraente Matei Basarab

## Monumenti e luoghi d'interesse
Tutta l'area è caratterizzata dalla presenza di numerosi monasteri, ed anche il comune di Polovragi non fa eccezione. Il Monastero di Polovragi venne costruito nel 1505 ed ha subito nei secoli numerosi rimaneggiamenti; rimane comunque una testimonianza importante del passato, grazie anche alla presenza di opere pittoriche sia coeve alla costruzione sia del XVII secolo.